# Église Saint-Léger de Bouxwiller
Pour les articles homonymes, voir Église Saint-Léger.
L'église catholique Saint-Léger est un monument historique français (classé le 16 octobre 1930) situé sur le territoire de la commune française de Bouxwiller (Bas-Rhin). Sa tour romane domine le bourg depuis le XIIe siècle.

## Histoire
L'église fait l'objet d'une inscription au titre des monuments historiques depuis le 16 octobre 1930.

## Description
Elle comprend un orgue conçu par Johann-Jacob Baldner de Strasbourg en 1668 qui a été remanié à plusieurs reprises : par André Silbermann en 1699, par G. F. Merkel en 1725 et enfin par Schild en 1731. 